# Clan Boyle
Clan Boyle è un clan scozzese.

## Storia

### Origine
Il nome Boyle deriva dalla città normanna di Beauville, vicino a Caen. Nel 1275 Richard de Boyville ricevette le terre di Kelburn, nell'Ayrshire. A partire dal 1291 Henry de Boyville divenne custode di Dumfries Castle, Wigtown Castle e Kirkcudbright Castle.

### XV e XVI secolo
John Boyle, venne ucciso nella battaglia di Sauchieburn, combattendo a sostegno di Giacomo III di Scozia nel 1488. Le tenute di famiglia furono confiscate, ma vennero restituite da Giacomo IV di Scozia a suo figlio, John.
Un altro ramo del clan Boyle si stabilì in Irlanda prendendo il titolo di conti di Cork. I Boyle erano sostenitori di Maria, regina di Scozia.

### XVII e XVIII secolo
Nel corso del XVII secolo, i Boyle sostennero Carlo I d'Inghilterra. Nel 1699 David Boyle venne elevato al titolo di lord di Kelburn e nel 1703 fu creato conte di Glasgow. Egli fu anche uno dei commissari del Act of Union.
John Boyle, III conte di Glasgow seguì la carriera militare e fu ferito nella battaglia di Fontenoy (1745) e poi di nuovo nella battaglia di Lauffeld (1747).

### XIX secolo
David Boyle, un nipote del secondo conte, si distinse come avvocato e nel 1807 fu nominato procuratore generale di Scozia. Nel 1841 fu nominato Lord Justice General.
George Boyle, IV conte di Glasgow, fu colonnello e lord luogotenente di Renfrewshire nel 1810. Suo figlio maggiore, John, era un ufficiale di marina, catturato dai francesi al largo di Gibilterra nel 1807. Suo fratello, James, succedette al padre come quinto conte nel 1843.
Gli succedette il fratellastro, George Frederick Boyle, appassionato di arte e di architettura. Nel 1888 mandò in bancarotta la tenuta e le attività vennero vendute; Kelburn fu salvata da suo cugino, David Boyle, VII conte di Glasgow.
David Boyle, succedette come conte nel 1890 e fu governatore della Nuova Zelanda (1892-1897). Nel 1897 fu creato barone Fairlie e fu elevato alla parìa del Regno Unito. L'attuale capo del clan e il decimo conte di Glasgow, un ufficiale della marina e aiuto regista TV, che succedette al padre nel 1984.